# Estação Gostinii Dvor
Gostinii Dvor (em russo:  Гостиный двор) é uma das estações da linha Nevsko-Vasileostrovskaia (Linha 3) do metro de São Petersburgo, na Rússia. Estação «Gostinii Dvor» está localizada entre as estações «Maiakovskaia» (a leste) e «Vasileostrovskaia» (ao norte-oeste, através do rio Neva).